# Dolní Hořice
Dolní Hořice là một làng thuộc huyện Tábor, vùng Jihočeský, Cộng hòa Séc.